# 杨震 (北宋)
楊震（1083年—1126年），字子发，代州崞县（今山西代县西南）人，北宋军事人物。杨宗闵的儿子。
楊震因弓马绝伦为安边砦巡检。河东军征臧底河，西夏军据山为城，杨震率壮士拔剑先登，建功第一。跟随折可存镇压方腊，自浙东转战至三界镇（今浙江嵊州北），出奇计俘获其将领吕师囊。改知麟州建宁砦（今陕西府谷西北）。靖康元年（1126年），金兵攻克太原，契丹旧将小鞠䩮率宋朝幽蓟降卒联合西夏兵，进围建宁砦。城中守兵不满一百，杨震竭力拒守，矢尽力乏，城破，与其子杨居中等战死。建炎年间，赠武经郎，谥恭毅。